# Stazione di Monserrato
La stazione di Monserrato, già stazione di Cagliari-Monserrato, è una stazione ferroviaria a servizio del comune di Monserrato, lungo la linea per Isili.

## Storia

La stazione nei primi anni di attività con l'originaria pensilina in cemento, demolita tra il 2019 e il 2020

La stazione nacque nel secondo dopoguerra, quando per esigenze urbanistiche e stradali a Cagliari si decise di spostare il capolinea delle Ferrovie Complementari della Sardegna dalla centrale stazione di viale Bonaria ad una zona della città in cui fosse minore l'impatto del transito dei treni sulla viabilità. Varie furono le proposte e le interpellanze parlamentari in quegli anni, e tra le varie soluzioni si parlò del trasferimento degli impianti nella stazione FS o nella zona est della città, con le conseguenti modifiche al tracciato ferroviario. Essendo ritenuta prioritaria da parte del governo la presenza della stazione nel centro della città per favorire i volumi d'utenza e non disincentivare l'utilizzo del mezzo, la scelta finale fu di spostare il capolinea della ferrovia per Isili in piazza Repubblica. Tuttavia l'esiguità degli spazi a disposizione in quest'area portò alla decisione di edificare i nuovi depositi e le nuove officine ferroviarie nell'allora frazione di Monserrato nei pressi della Statale 554, dove fu creata anche una nuova stazione. La chiusura dello scalo di viale Bonaria e la contemporanea apertura della nuova stazione di Cagliari-Monserrato avvennero il 1º dicembre 1968. Nel progetto era prevista anche la costruzione di una ferrovia Monserrato-San Paolo che raccordasse il nuovo scalo con quello FS di Cagliari, tuttavia i lavori, benché avviati, non furono mai portati a termine e la linea restò sulla carta.

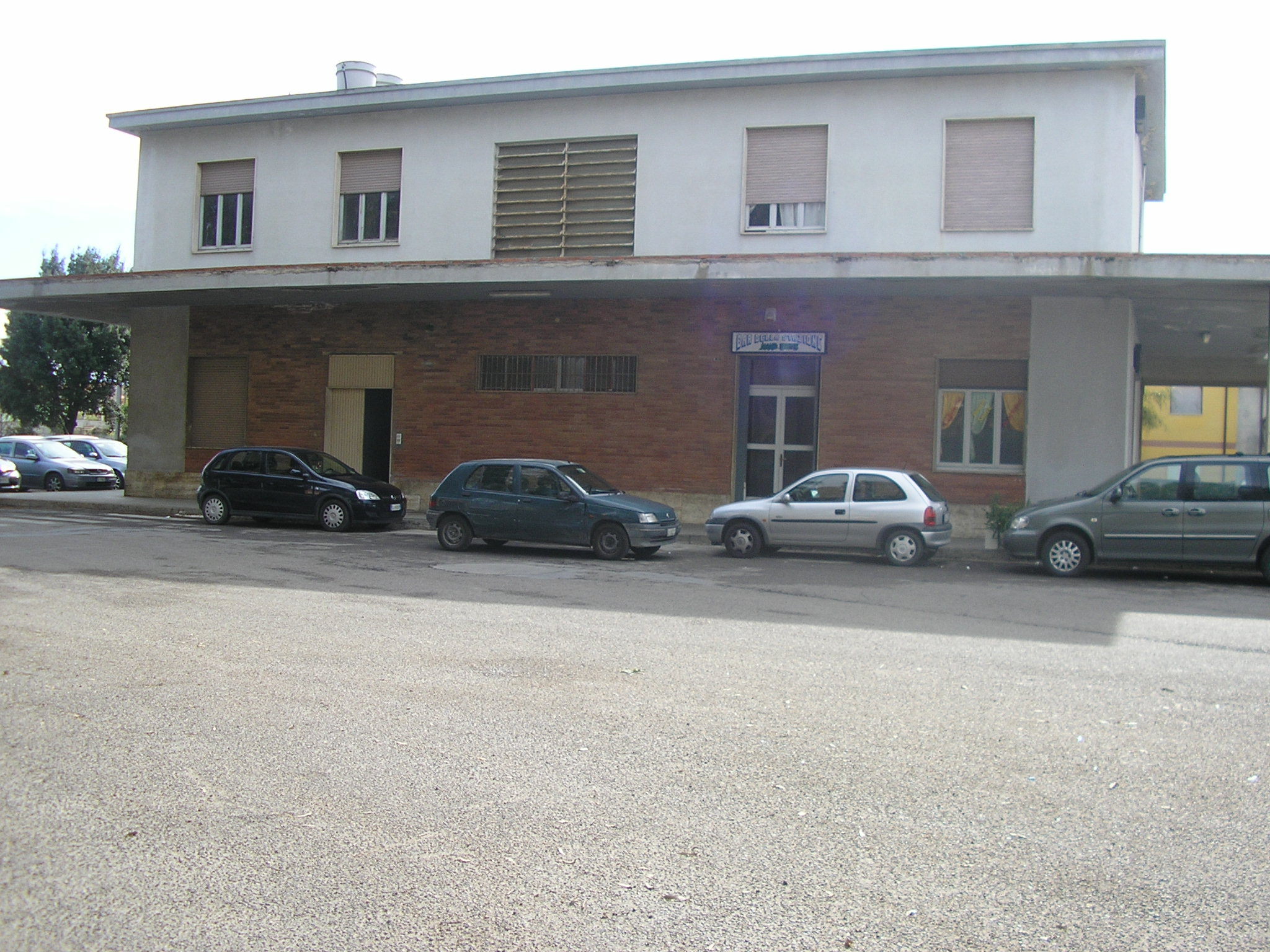
Il fabbricato viaggiatori della stazione, visto dal parcheggio dell'impianto

La struttura passò alle neonate Ferrovie della Sardegna nel 1989, le quali nell'ambito del progetto Trenino Verde costruirono nell'area dello scalo un museo dedicato all'attività delle ferrovie secondarie sarde, inaugurato nel 1996. Sempre in quel decennio la stazione mutò denominazione in stazione di Monserrato, in quanto quest'ultimo centro divenne un comune a sé stante indipendente da Cagliari.
La stazione, sede dei principali depositi del compartimento cagliaritano delle FdS, divenute nel 2008 l'ARST Gestione FdS, fu interessata ad ulteriori lavori di potenziamento degli impianti nella sua area all'inizio del nuovo millennio, in corrispondenza della realizzazione della Rete tranviaria di Cagliari. Nella zona ovest del piazzale delle rimesse furono costruiti i depositi della tranvia (il "CRM", Centro Rimessa e Manutenzione) e i relativi binari di accesso. Inoltre sempre in questa parte dell'area dello scalo ferroviario è stata costruita la fermata di San Gottardo, capolinea della linea 1 della tranvia.
Nel marzo 2008, in coincidenza con l'apertura della tranvia, l'area della stazione di Monserrato è divenuta il nuovo capolinea della ferrovia per Isili, i cui treni ora si attestano a San Gottardo; tuttavia proprio l'apertura della fermata posta all'estremità ovest dell'area di competenza dello scalo ha ridotto notevolmente il numero di treni effettuanti sosta dinanzi al fabbricato viaggiatori di Monserrato. Nel 2010 la stazione è passata alla gestione dell'ARST; dal 2015 inoltre nello scalo transitano anche i tram della linea 2 della tranvia, grazie all'esercizio alternato treno-tram sul tronco ferroviario verso Settimo San Pietro, per cui lo scalo era già attrezzato in precedenza con linea aerea per prove di esercizio.

## Strutture e impianti

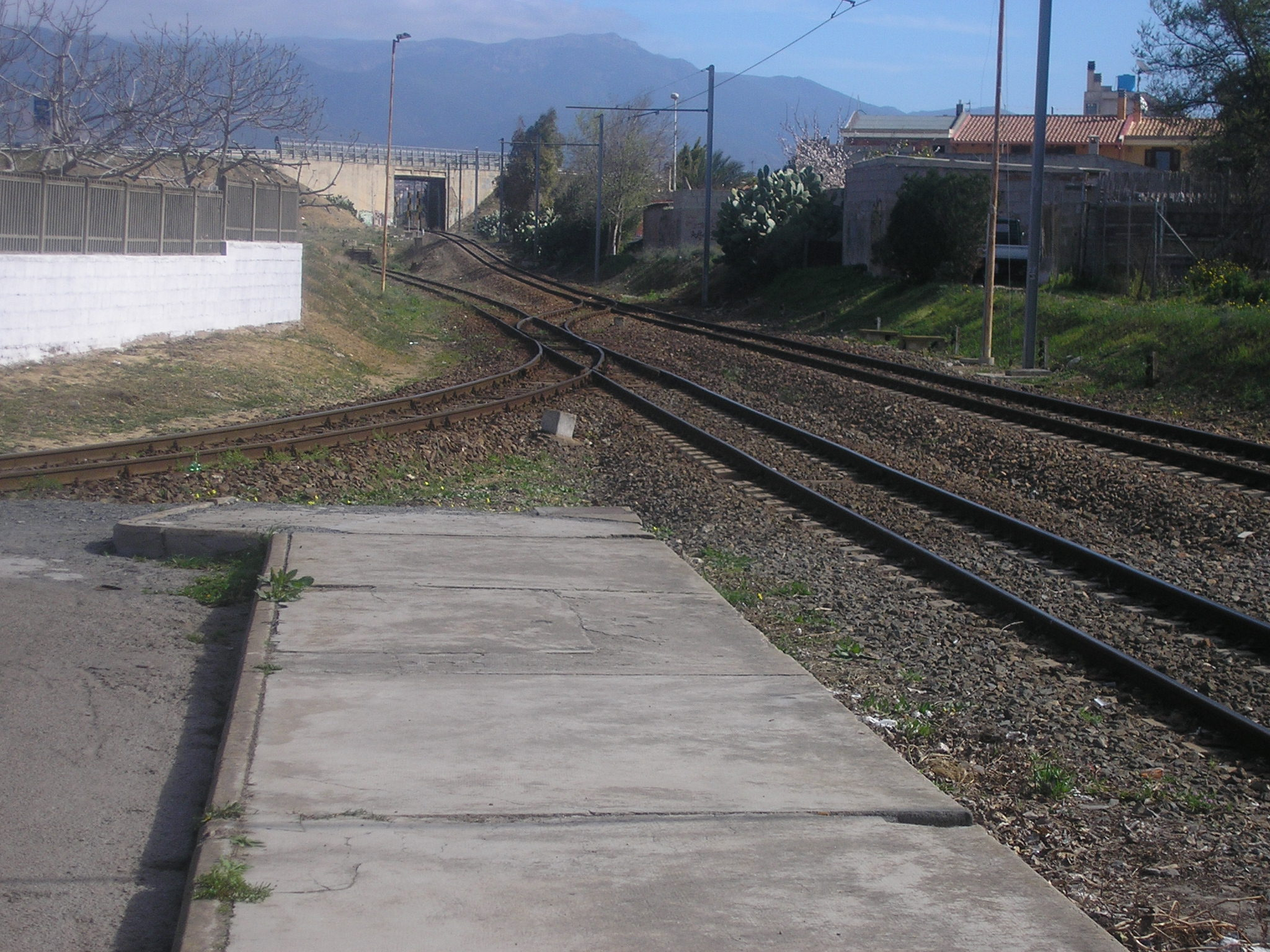
I binari della stazione in direzione Settimo San Pietro. In primo piano il raccordo per le officine, i depositi e il museo, sullo sfondo il ponte della SS 554

Costruita lungo la ferrovia Cagliari-Isili, la stazione di Monserrato nell'area del fabbricato viaggiatori è dotata di due binari a scartamento ridotto da 950 mm (standard utilizzato dalle linee ARST), uno di questi binari termina poi tronco in direzione Settimo San Pietro non lontano dalla SS 554. L'impianto è dotato di due banchine, di cui una adiacente al fabbricato viaggiatori e l'altra posta in posizione centrale tra i due binari, raggiungibile tramite passerella.
Sul binario adiacente al fabbricato viaggiatori si innesta il raccordo per i depositi, situati nell'area retrostante il parcheggio della stazione in via Pompeo. Qui sono presenti numerosi binari per la sosta dei rotabili, per il servizio merci (non più espletato dall'epoca della gestione FdS), oltre a quelli che conducono all'interno delle officine, dei depositi, e del museo ferroviario (alcuni rotabili storici che vi sono esposti vengono utilizzati per i convogli del Trenino Verde). Sono inoltre presenti alcune piattaforme girevoli per effettuare l'inversione di marcia dei mezzi.
In direzione Cagliari (non più raggiunta dai treni, ma dai tram), si trova il breve raccordo che conduce alla fermata San Gottardo, dove è sito il capolinea ferroviario e della linea 2 della rete tranviaria. Da qui è teoricamente possibile accedere ai fasci binari di sosta, sia quelli per i treni sia quello utilizzato dai tram. 
La stazione è compresa nel tronco a utilizzo promiscuo ferrotranviario tra San Gottardo e la stazione di Settimo San Pietro: per permettere il transito degli Škoda 06 T lo scalo è quindi dotato di linea aerea di contatto, che fornisce corrente continua a 750 V.
Per quanto riguarda gli edifici nella parte accessibile al pubblico della stazione il principale è il fabbricato viaggiatori, realizzato a due piani ed a pianta rettangolare, con cinque luci di apertura sui lati maggiori: in esso sono ospitati anche gli uffici della direzione movimento dell'impianto, che è presenziato. In una palazzina limitrofa al museo ferroviario è ospitata inoltre la direzione dell'esercizio ferroviario delle linee della sede ferroviaria territoriale di Cagliari/Monserrato dell'ARST.

## Movimento

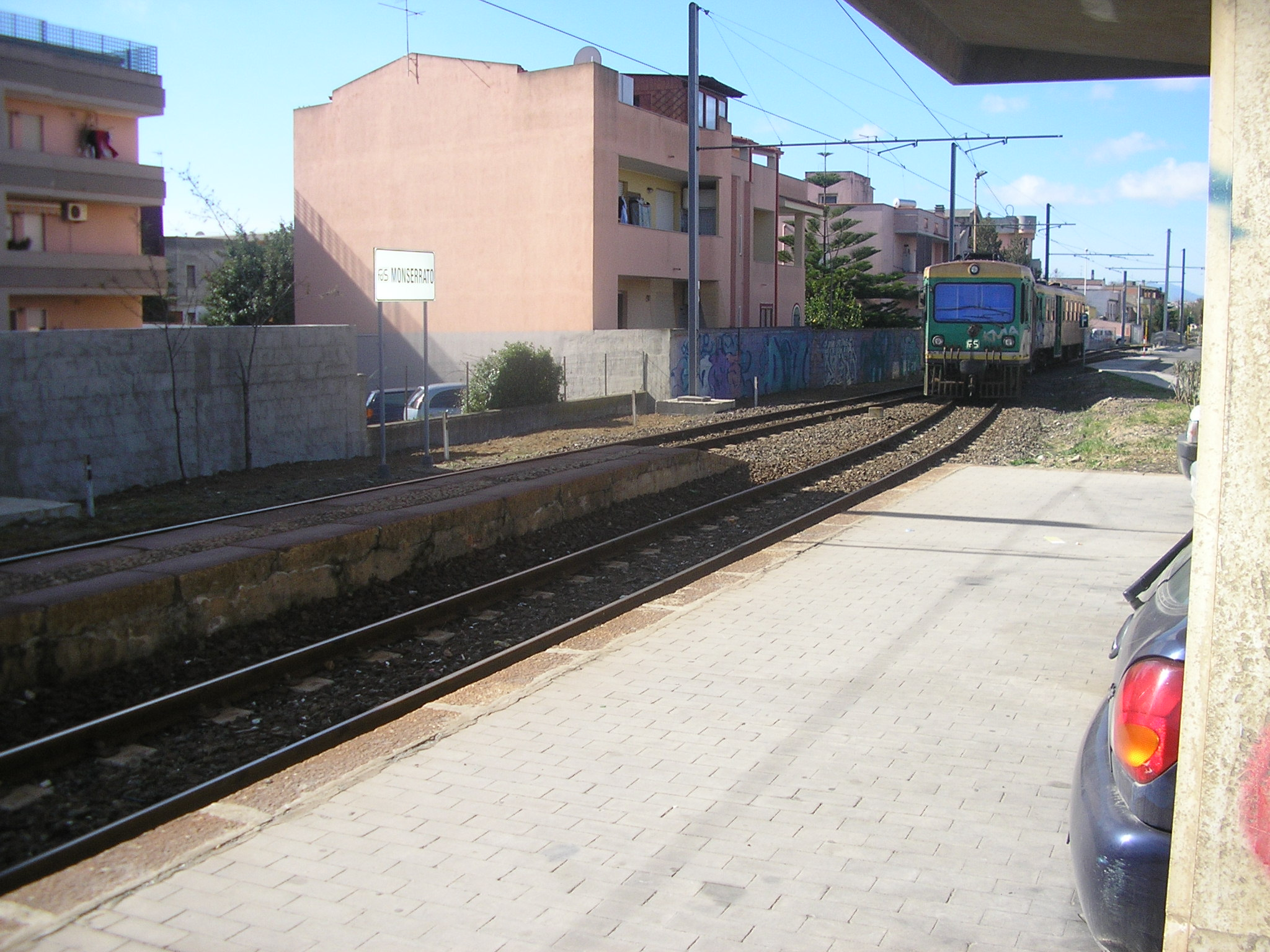
Treno composto da due automotrici ADe serie 90 in arrivo nella stazione

L'area della stazione è il capolinea della ferrovia per Isili, ma dal 2008 la gran parte dei treni si attesta nella vicina fermata di San Gottardo senza effettuare sosta nella stazione. Analoga situazione per i tram in servizio sulla linea 2 di Metrocagliari: le relazioni tranviarie espletate in alternanza al servizio ferroviario sul tronco San Gottardo-Settimo San Pietro effettuano infatti il semplice transito in questo impianto.

## Servizi
I servizi alla clientela sono ospitati all'interno del fabbricato viaggiatori: tra essi una biglietteria a sportello, i servizi igienici ed un bar situato nella sala d'attesa dell'impianto.
La stazione dispone di:
- Biglietteria a sportello
- Sala d'attesa
- Servizi igienici
- Bar

## Interscambi

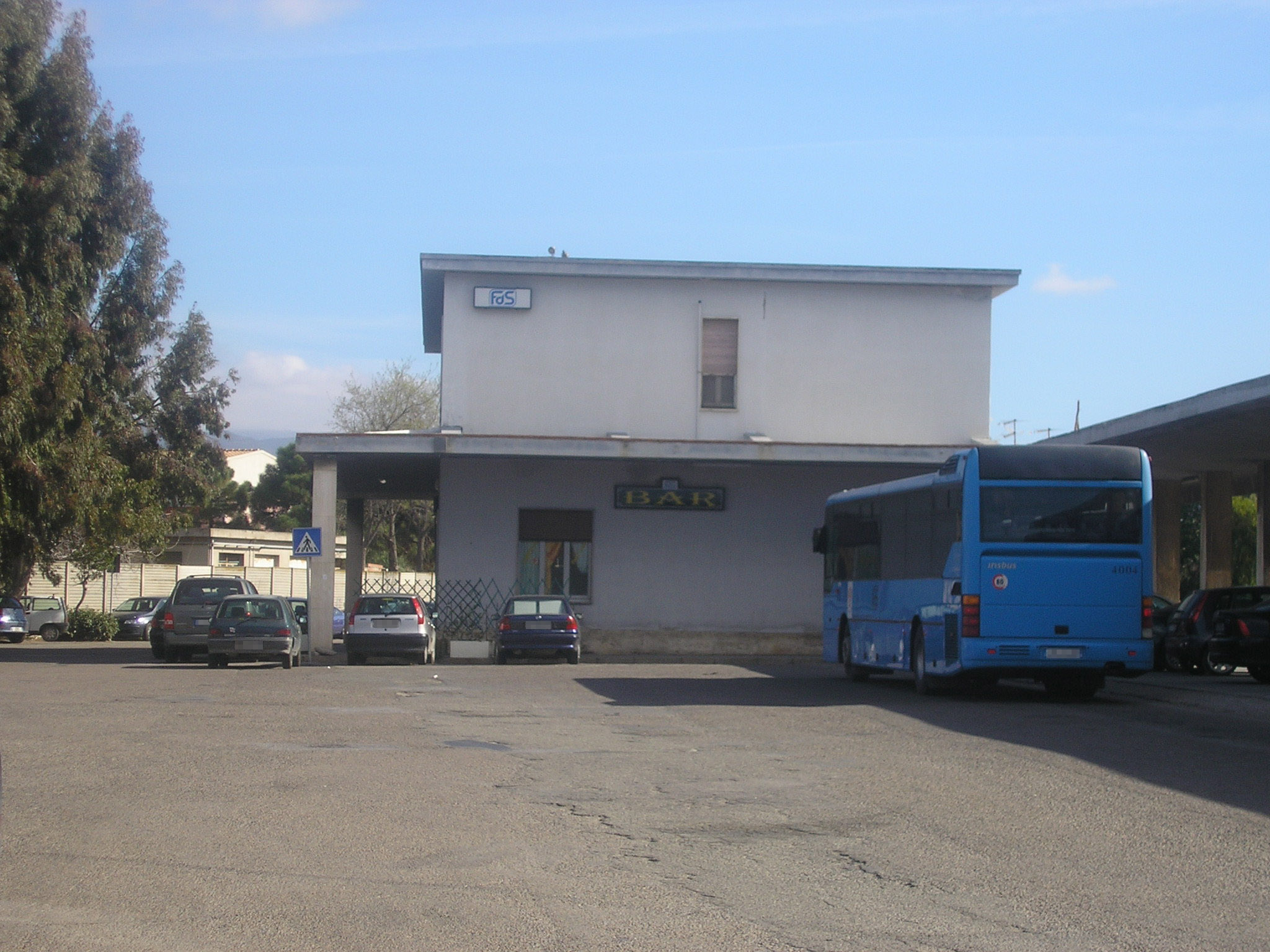
Il fabbricato viaggiatori visto da sud. Nei pressi della stazione è presente una fermata degli autoservizi ARST, in origine posta dinanzi all'edificio

Il collegamento con Cagliari è garantito dalla linea 1 della rete tranviaria, di cui è presente una fermata a San Gottardo e che giunge sino a piazza Repubblica nel capoluogo regionale, oltre che all'altro capolinea dinanzi al policlinico universitario. Da San Gottardo partono anche i collegamenti tranviari con Settimo San Pietro (linea 2), posti in alternanza al servizio ferroviario. Inoltre nei pressi della stazione transitano alcune autolinee dell'ARST e del CTM: in particolare i mezzi di quest'azienda effettuano il collegamento con Selargius (linea 17) e con piazza Matteotti a Cagliari (linea M).
- Fermata tram (Monserrato Gottardo)
- Fermata autobus